# Focke-Wulf

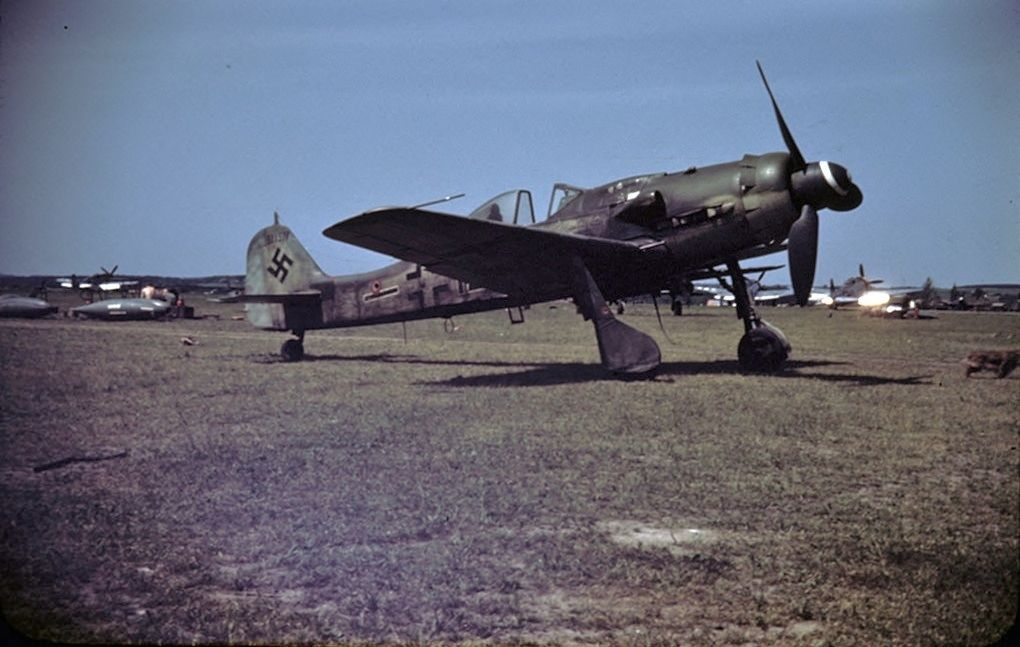
Het bekendste ontwerp van Focke-Wulf, de Fw 190 "Würger"

Focke-Wulf (voluit Focke-Wulf Flugzeugbau AG; later Focke-Wulf Flugzeugbau GmbH) was een Duitse vliegtuigbouwer in het interbellum, de Tweede Wereldoorlog en de Koude Oorlog. Het bekendste ontwerp is de Fw 190 Würger.

## Geschiedenis
Op 23 oktober 1923 werd Focke-Wulf in Bremen opgericht als Bremer Flugzeugbau AG door prof. Henrich Focke, Georg Wulf en dr. Werner Naumann. Al snel na de oprichting werd de naam al veranderd naar Focke-Wulf Flugzeugbau AG. In 1931 fuseerde Focke-Wulf, onder druk van de toenmalige regering, met Albatros uit Berlijn. Met de fusie kwam ook Kurt Tank het bedrijf binnen. Door de vele bombardementen van Bremen tijdens de Tweede Wereldoorlog werd de productie naar Oost-Duitsland en Polen verplaatst. In 1964 fuseerde Focke-Wulf met Weserflug tot Vereinigte Flugtechnische Werke.

## Lijst van vliegtuigen
- Focke-Wulf A 16
- Focke-Wulf A 21
- Focke-Wulf A 43 Falke
- Focke-Wulf Fw 40
- Focke-Wulf Fw 44 Stieglitz
- Focke-Wulf Fw 47
- Focke-Wulf Fw 55
- Focke-Wulf Fw 56

- Focke-Wulf Fw 57
- Focke-Wulf Fw 58 Weihe
- Focke-Wulf Fw 62
- Focke-Wulf Fw 159 Stösser
- Focke-Wulf Fw 187 Falke

- Focke-Wulf Fw 189 Uhu
- Focke-Wulf Fw 190 Würger

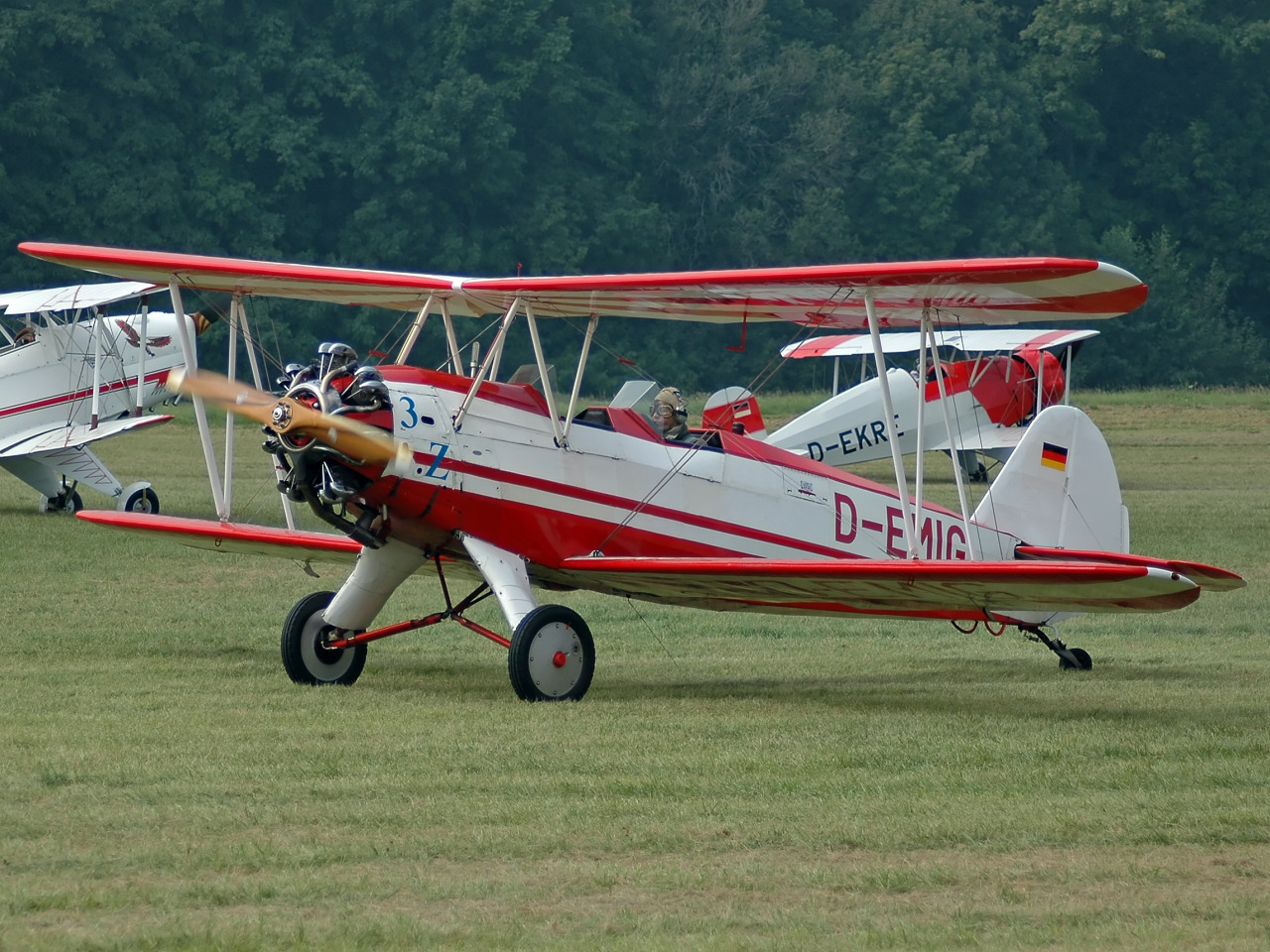
Focke-Wulf Fw 44 "Stieglitz"

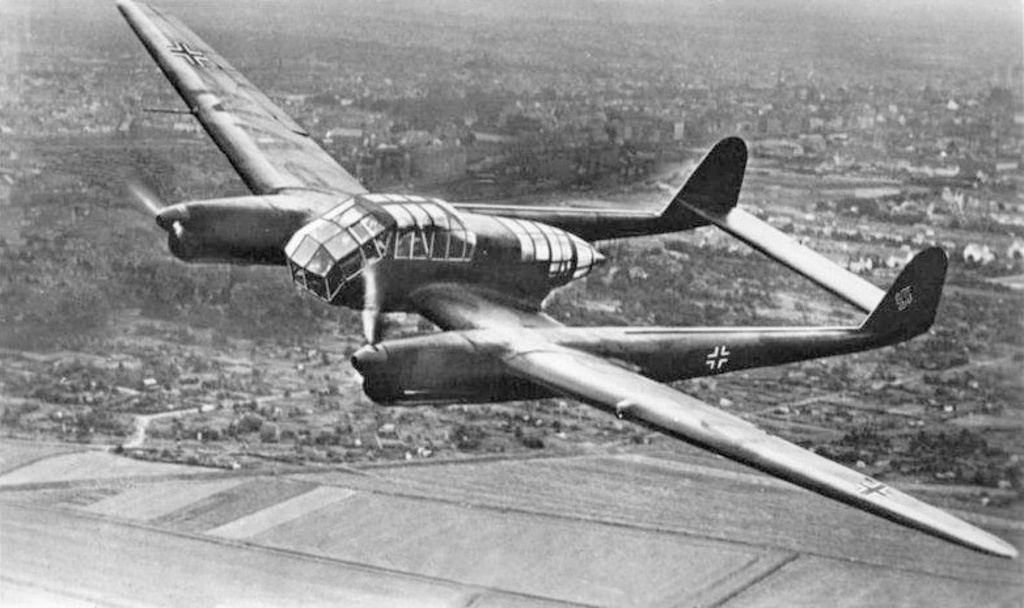
Focke-Wulf Fw 189 "Uhu"

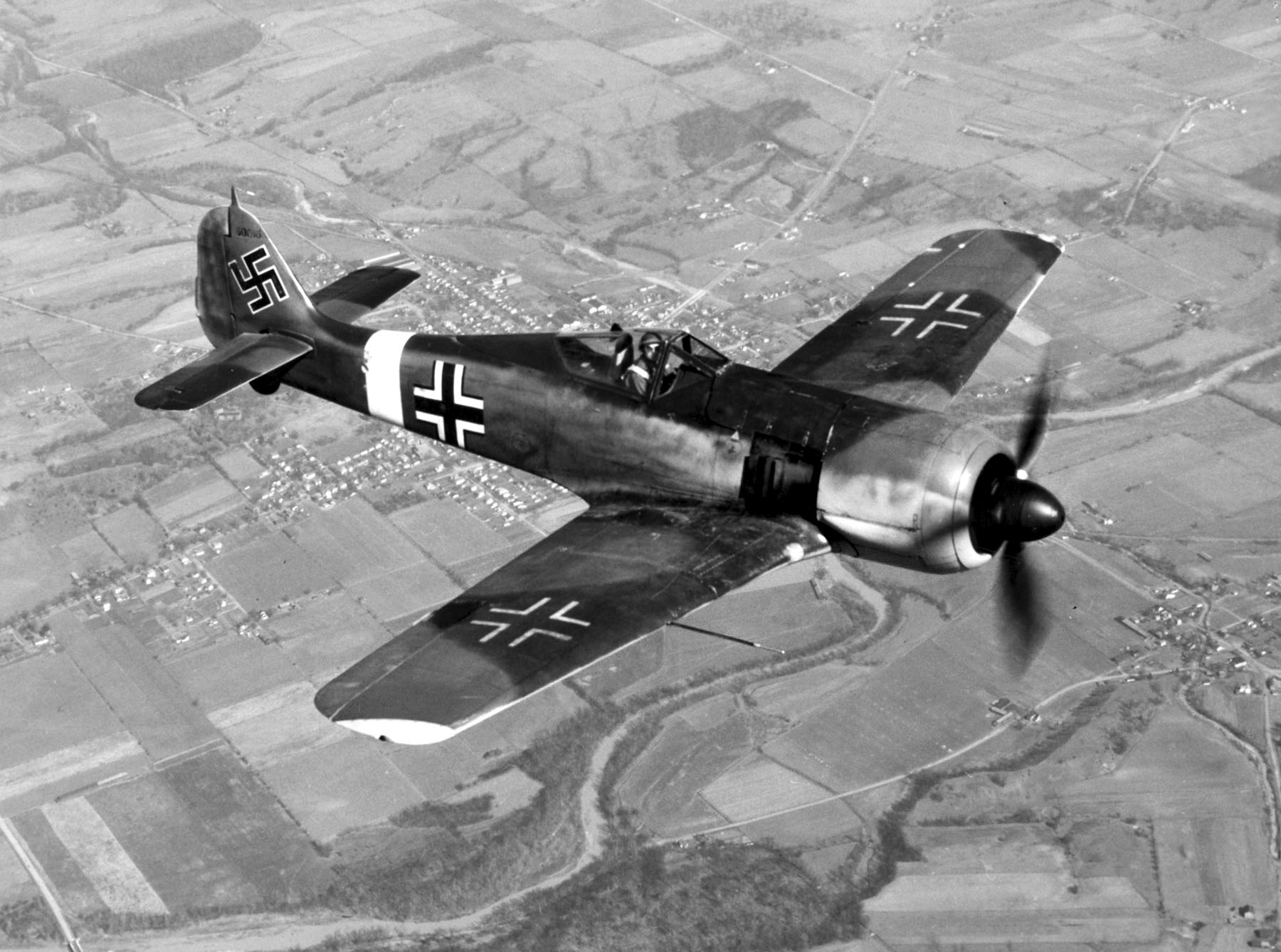
Focke-Wulf Fw 190 "Würger"

- Focke-Wulf Fw 191 Fliegendes Kraftwerk

- Focke-Wulf Fw 200 Condor
- Focke-Wulf Fw 300
- Focke-Wulf Fw 400
- Focke-Wulf Kranich III
- Focke-Wulf L 101 Albatros

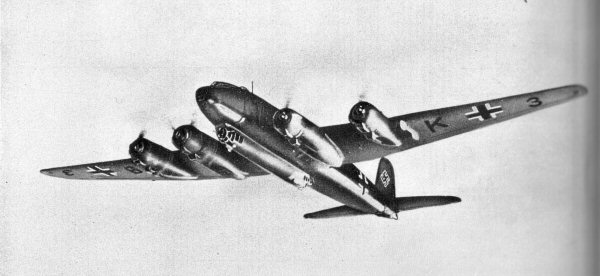
Focke-Wulf Fw 200 "Condor"

- Focke-Wulf P 149 D (Piaggio P.149 – Licentie)
- Focke-Wulf Ta 152
- Focke-Wulf Ta 154 Moskito
- Focke-Wulf Ta 183
- Focke-Wulf Ta 254
- Focke-Wulf S 1
- Focke-Wulf S 24
- Focke-Wulf S 39
- Focke-Wulf W 4

## Geplande en onvoltooide ontwerpen en projecten
- Focke-Wulf Fw 238
- Focke-Wulf Fw 259 Frontjäger
- Focke-Wulf Fw 261
- Focke-Wulf Fw 300
- Focke-Wulf Fw 400
- Focke-Wulf Fw Flitzer
- Focke-Wulf Fw 1000x1000x1000
- Focke-Wulf Fw Super Lorin
- Focke-Wulf Fw Super TL
- Focke-Wulf Fw Triepflugel
- Focke-Wulf Fw Volksflugzeug
- Focke-Wulf Fw Volksjäger
- Focke-Wulf Ta 283
- Focke-Wulf Ta 400